# Gracias (kommun)
Gracias är en kommun i Honduras.   Den ligger i departementet Departamento de Lempira, i den västra delen av landet, 160 km väster om huvudstaden Tegucigalpa. Antalet invånare är 31 422.